# ايلالة (الكدية البيضاء)
ايلالة هو دُوَّار يقع بجماعة الكدية البيضاء، إقليم تارودانت، جهة سوس ماسة في المملكة المغربية. ينتمي الدوّار لمشيخة الكدية البيضاء التي تضم 10 دواوير. يقدر عدد سكانه بـ 1745 نسمة حسب الإحصاء الرسمي للسكان والسكنى لسنة 2004.

## روابط خارجية
- البوابة الوطنية للجماعات الترابية
- المندوبية السامية للتخطيط